# Cantonul Grandrieu
Cantonul Grandrieu este un canton din arondismentul Mende, departamentul Lozère, regiunea Languedoc-Roussillon, Franța.

## Comune
- Chambon-le-Château
- Grandrieu (reședință)
- Laval-Atger
- La Panouse
- Saint-Bonnet-de-Montauroux
- Saint-Paul-le-Froid
- Saint-Symphorien